# Sagrado Coração de Jesus
Sagrado Coração de Jesus é uma das três solenidades do Tempo Comum, dentro da Liturgia da Igreja Católica, comemorada na Segunda Sexta-feira após a solenidade de Corpus Christi. Além disso, essa devoção também é cultivada pela Igreja Católica ao longo de todas as primeiras sextas-feiras de cada mês do ano. Consiste na veneração do Coração de Jesus, do mais íntimo de Seu Amor. É seguido pelas devoções ao Imaculado Coração de Maria e ao Castíssimo Coração de José.

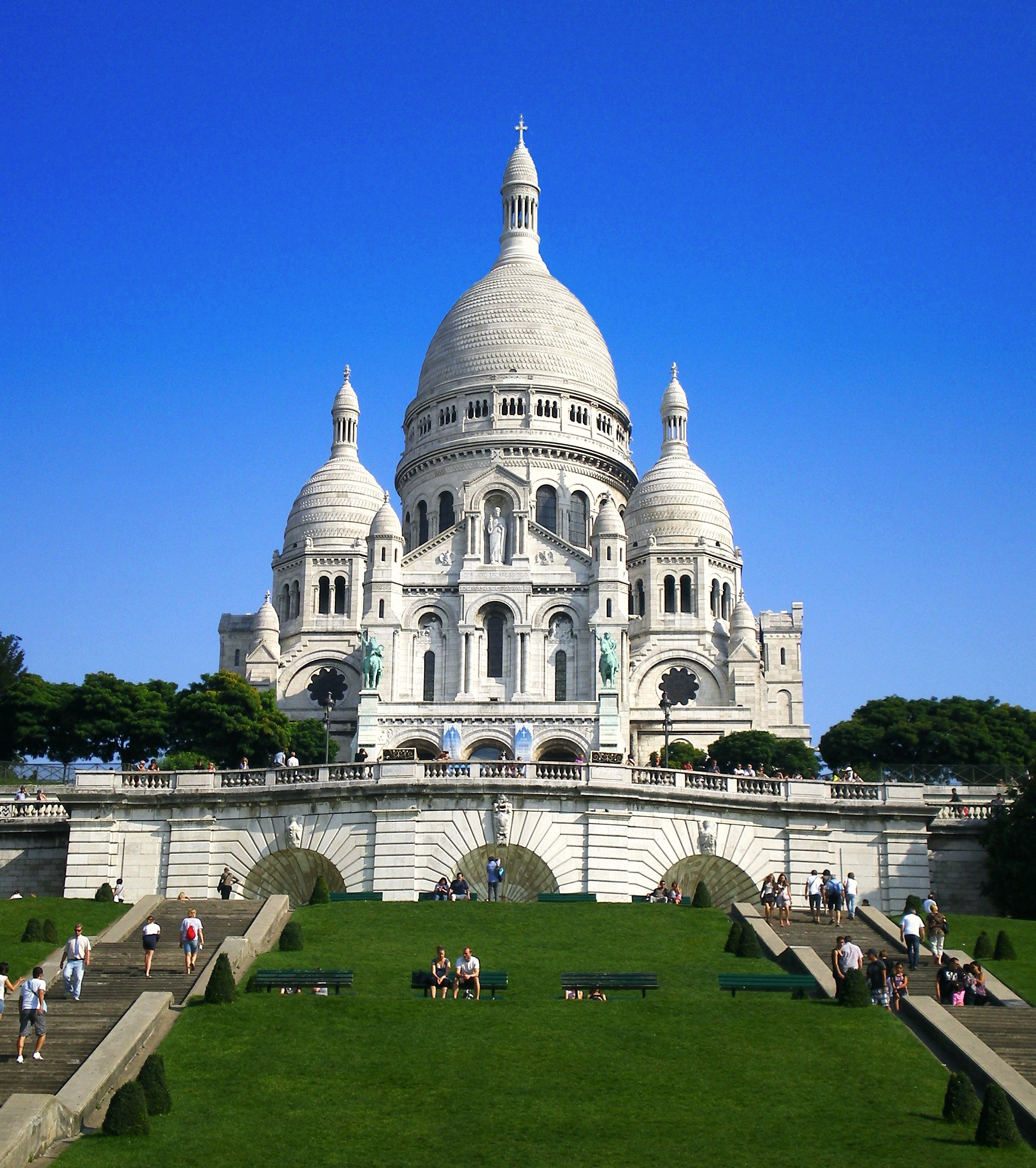
Basílica do Sagrado Coração de Jesus localizada em Paris na França

A devoção está especialmente preocupada com o que a Igreja considera ser o amor e a compaixão sofridos do coração de Cristo em relação à humanidade. A popularização dessa devoção em sua forma moderna deriva de uma freira católica da França, Santa Margarida Maria de Alacoque, que disse que aprendeu a devoção de Jesus durante uma série de aparições para ela entre 1673 e 1675 e mais tarde, no século XIX, a partir das revelações místicas de outra freira católica em Portugal, a Beata Maria do Divino Coração Droste zu Vischering, Religiosa do Bom Pastor, que solicitou em nome de Cristo que o Papa Leão XIII consagrasse o mundo inteiro ao Sagrado Coração de Jesus. Os antecessores da devoção moderna surgiram inconfundivelmente na Idade Média em várias facetas do misticismo católico, particularmente Santa Gertrudes, a Grande.
A Oração é: "Sagrado Coração de Jesus, eu confio em vós!".

## História da devoção

### Devoção inicial

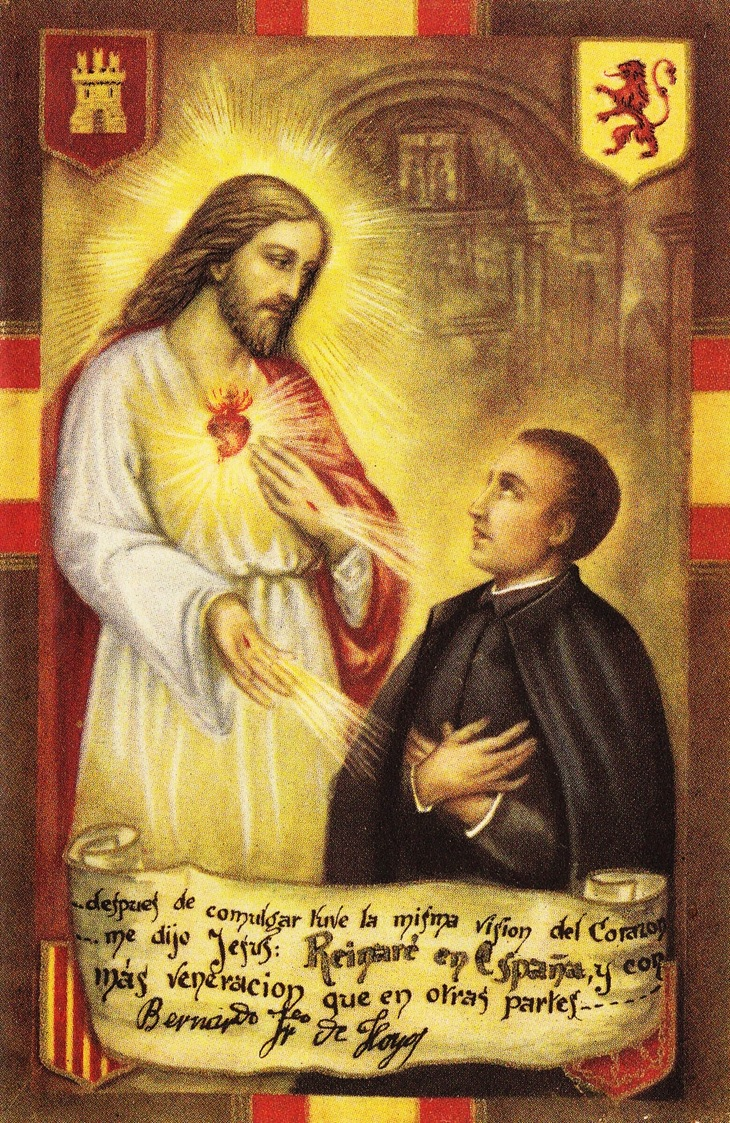
Bernardo de Hoyos com o Sagrado Coração de Jesus.

Historicamente, a devoção ao Sagrado Coração é uma consequência da devoção ao que se acredita ser a humanidade sagrada de Cristo. Durante os primeiros dez séculos do cristianismo, não há nada que indique que qualquer culto foi prestado ao coração ferido de Jesus. O renascimento da vida religiosa e a zelosa atividade de São Bernardo de Claraval e Francisco de Assis nos séculos XII e XIII, juntamente com o entusiasmo dos cruzados que retornavam da Terra Santa, deram origem à devoção à Paixão de Jesus Cristo e, particularmente, às práticas em homenagem às feridas sagradas.
A devoção ao Sagrado Coração se desenvolveu a partir da devoção às feridas sagradas, em particular à ferida sagrada no lado de Jesus. As primeiras indicações de devoção ao Sagrado Coração são encontradas nos séculos XI e XII, na atmosfera fervorosa dos mosteiros beneditinos ou cistercienses. É impossível dizer com certeza quais foram seus primeiros textos ou quem foram seus primeiros devotos.

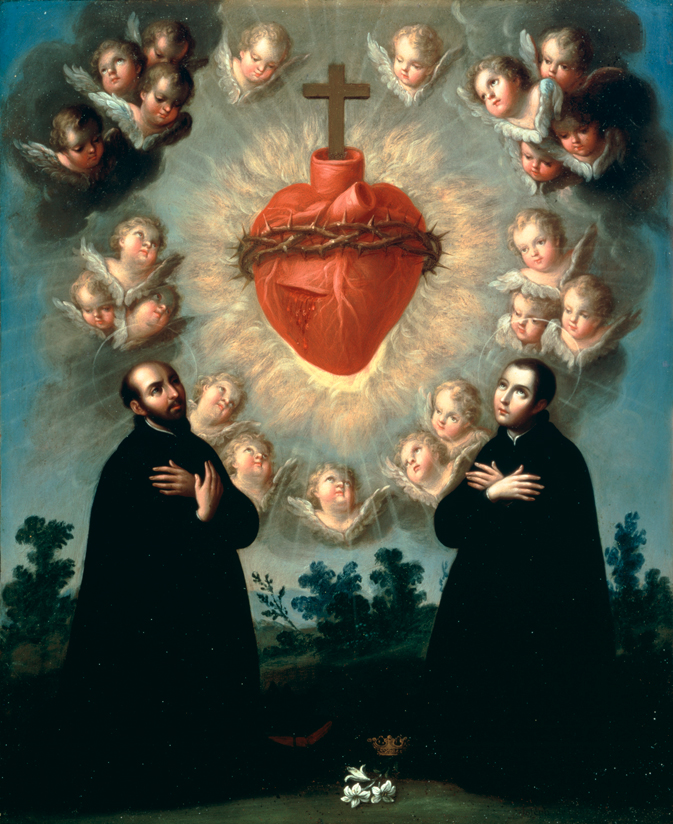
Santos Inácio de Loyola e Luís Gonzaga contemplando o Sagrado Coração.

São Bernardo (m. 1153) disse que a penetração do lado de Cristo revelou sua bondade e a caridade de seu coração por nós. Acredita-se que o mais antigo hino conhecido ao Sagrado Coração, "Summi Regis Cor Aveto", tenha sido escrito pelo Beato Herbert Joseph Norbertine (d.1241) de Colônia, Alemanha. O hino começa: "Eu te saúdo o mais alto Coração real."
Entre os séculos XIII e XVI, a devoção foi propagada, mas não parecia ter sido embelezada. Era praticado em todos os lugares por indivíduos e por diferentes congregações religiosas, como os franciscanos, dominicanos e cartuxos. Entre os franciscanos, a devoção ao Sagrado Coração de Jesus tem seus campeões em São Boaventura (m. 1274) em sua Vitis Mystica ("videira mística"), Beato John de la Verna e o terciário franciscano São João Eudes (1602- 1680). Boaventura escreveu: "Quem existe que não amaria este coração ferido? Quem não amaria em troca Ele, que ama tanto?" Era, no entanto, uma devoção particular e individual da ordem mística. Nada de um movimento geral havia sido inaugurado, exceto as semelhanças encontradas na devoção às Cinco Feridas Sagradas pelos franciscanos, nas quais a ferida no coração de Jesus era mais proeminente.

### Santa Lutgarde
Segundo Thomas Merton, Santa Lutgarde (m. 1246), uma mística cisterciense de Aywieres, na Bélgica, foi um dos grandes precursores da devoção ao Sagrado Coração de Jesus. Contemporânea de São Francisco, ela «[…] entrou na vida mística com uma visão do Coração trespassado d'O Salvador e concluiu seus apelos místicos com o Verbo Encarnado através de uma troca de corações com Ele». Fontes dizem que Cristo veio em uma visita a Lutgarde, oferecendo a ela qualquer dom de graça que ela desejasse; ela pediu uma melhor compreensão do latim, para entender melhor a palavra de Deus e cantar o louvor de Deus. Cristo atendeu a seu pedido e a mente de Lutgarde foi inundada com as riquezas de salmos, antífonas, leituras e responsórios. No entanto, um vazio doloroso persistiu. Ela voltou a Cristo, pedindo para devolver o presente d'Ele, e se perguntou se poderia, possivelmente, trocá-lo por outro. "E pelo que tu trocarias isto?" Perguntou Cristo. "Senhor, disse Lutgarde, eu trocaria por Vosso coração." Cristo então alcançou Lutgarde e, removendo o coração dela, substituiu-o pelo d'Ele, ao mesmo tempo escondendo o coração dela dentro do peito d'Ele.

### Santa Gertrudes

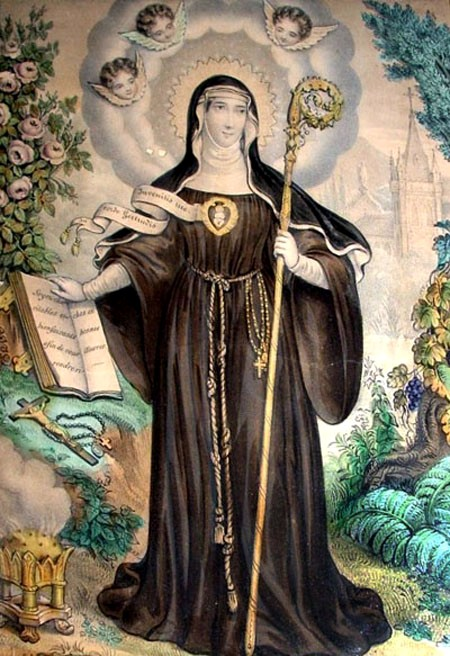
Santa Gertrudes de Helfta, grande devota do Sagrado Coração de Jesus.

Santa Gertrude, a Grande, foi uma das primeiras devotas do Sagrado Coração de Jesus. O livro 2 do Arauto do Divino Amor descreve vividamente as visões de Gertrude, que mostram uma elaboração considerável da veneração até então mal definida do coração de Cristo. São Bernardo articulou isso em seu comentário sobre o Cântico dos Cânticos. As mulheres de Helfta, Gertrude acima de tudo, que certamente conheciam os comentários de Bernardo e, em menor grau, os dois Mechthildes, experimentaram essa devoção centralmente em suas visões místicas.
No século XVI, a devoção passou do domínio do misticismo para o do ascetismo cristão. Foi estabelecido como uma devoção com orações já formuladas e exercícios especiais, encontrados nos escritos de Johannes Justus von Landsbergde mais conhecido como Lanspergius (m. 1539) dos cartuxos de Colônia, o beneditino Louis de Blois (m. 1566) abade de Liessies em Hainaut, São João de Ávila (m. 1569) e São Francisco de Sales (m. 1622).
O registro histórico daquela época mostra um início precoce da devoção. Escritores ascetas falaram disso, especialmente os da Companhia de Jesus (jesuítas). A imagem do Sagrado Coração de Jesus estava em toda parte em evidência, em grande parte devido à devoção franciscana às Cinco Feridas e aos jesuítas, colocando a imagem na página de rosto de seus livros e nas paredes de suas igrejas.
O primeiro a estabelecer a base teológica para a devoção foi o jesuíta polonês Kasper Drużbicki (1590-1662) em seu livro Meta cordium - Cor Jesu (O objetivo dos corações - Coração de Jesus). Não muito depois, São João Eudes escreveu um escritório e promoveu um banquete para ele. Eudes foi o apóstolo do Imaculado Coração de Maria, mas em sua devoção ao Imaculado Coração houve uma participação no Coração de Jesus. Pouco a pouco, a devoção aos dois Corações tornou-se distinta e, em 31 de agosto de 1670, a primeira festa do Sagrado Coração foi celebrada no Grande Seminário de Rennes. A festa logo se espalhou para outras dioceses, e a devoção também foi adotada em várias comunidades religiosas. Gradualmente entrou em contato com a devoção iniciada por Margarida Maria Alacoque em Paray-le-Monial, e os dois se fundiram.

### Santa Margarida Maria Alacoque

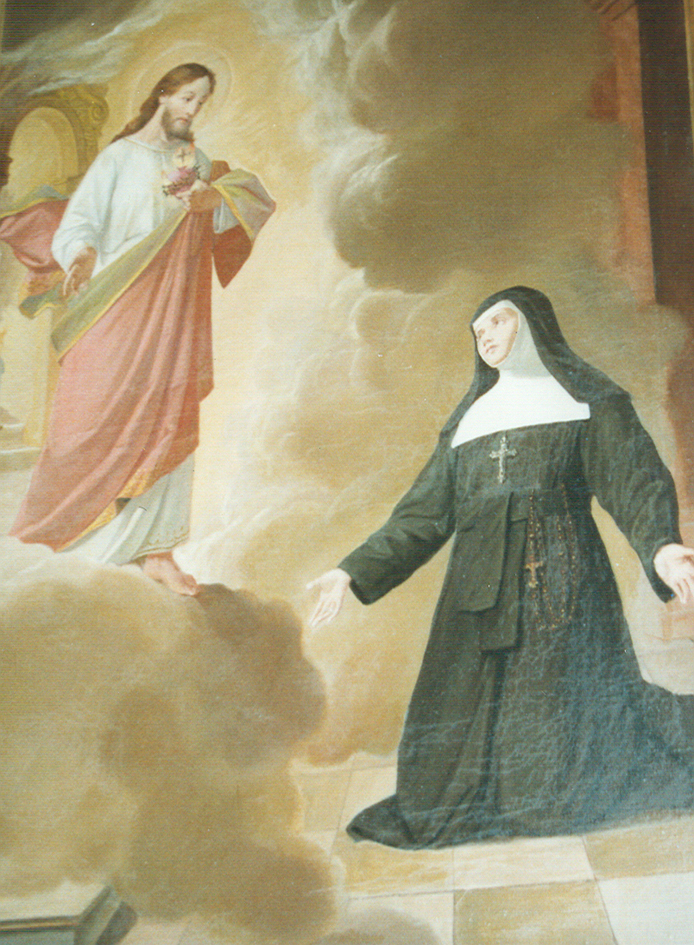
Pintura representando as aparições do Sagrado Coração a Santa Margarida Maria Alacoque.

A fonte mais significativa para a devoção ao Sagrado Coração, na forma que é conhecida hoje, foi Santa Margarida Maria Alacoque (1647-1690), freira da Ordem da Visitação de Santa Maria, que alegou ter recebido aparições de Jesus Cristo na aldeia francesa de Borgonha de Paray-le-Monial, a primeira em 27 de dezembro de 1673, festa de São João Evangelista e a final, 18 meses depois, revelando a forma da devoção, sendo a principal a recepção da Comunhão na primeira sexta-feira de cada mês, a adoração eucarística durante uma "hora santa" às quintas-feiras e a celebração da Festa do Sagrado Coração. Ela disse que em sua visão era instruída a passar uma hora toda quinta-feira à noite para meditar na agonia de Jesus no jardim do Getsêmani.
- Provavelmente em junho ou julho de 1674, a irmã Margarida afirmou que Jesus pediu para ser honrado sob a figura de seu coração, dizendo também que, quando ele parecia radiante de amor, pedia uma devoção de amor expiatório: recepção frequente da Comunhão, especialmente na primeira sexta-feira do mês e na observância da hora santa.
- Durante a oitava de Corpus Christi em 1675, provavelmente em 16 de junho, ocorreu a visão conhecida como a «grande aparição», onde Jesus disse: «Eis o coração que amou os homens. […] Ao invés de gratidão, recebo da maior parte [da humanidade] apenas ingratidão», e pediu a Margarida Maria um banquete de reparação na sexta-feira após a oitava de Corpus Christi, oferecendo-lhe consultar seu confessor padre Claude de la Colombière, superior da pequena casa jesuíta de Paray le Monial.

Por volta de 1681, a irmã Margarida sentiu-se compelida a escrever um testamento pessoal, doando apaixonadamente sua vida completamente a Jesus com seu próprio sangue. Com a permissão de seu superior, ela usou um canivete para esculpir o nome de Jesus no peito e usou o sangue para assinar o documento. A conta a seguir relembra esse evento.
«Ela mesma escreveu a doação e assinou esta fórmula humilde: “Irmã Peronne-Rosalie Greyfie, atualmente superiora, e para quem a irmã Margarida Maria diariamente pede conversão com a graça da penitência final.” Feito isso, a irmã Margarida implorou a mãe Greyfie permitiu que ela assinasse, mas com o sangue: a mãe, tendo consentido, a irmã Margarida foi até a cela, arreganhou os seios e, imitando sua ilustre e santa fundadora, cortou com uma faca o nome de Jesus. Sobre o sangue que escorria da ferida, ela assinou o ato com as seguintes palavras: “Irmã Margarida Maria, discípula do Divino Coração do Adorável Jesus”» .
Preocupada com o fato de que as feridas que ela havia cortado no peito estavam começando a desaparecer, ela tentou reabrir as feridas originais em mais de uma ocasião usando uma faca. Mas, tendo falhado em abri-los ao seu gosto, ela decidiu queimar o peito com fogo. Este incidente a colocou na enfermaria.

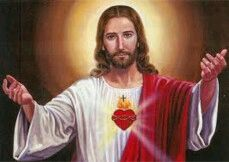
Jesus Cristo atraindo a Humanidade pecadora ao Seu Sagrado Coração.

«No entanto, em meio à paz e alegria que esse grande ato a havia adquirido, a generosa e fervorosa Margarida experimentou um arrependimento, a saber, as cartas do santo nome de Jesus, que ela gravara em seu coração e que ela desejava ser tão duradoura quanto seu amor, depois de algum tempo começar a desmaiar e desaparecer. Depois da permissão que recebera, tentou uma ou duas vezes renová-las abrindo as linhas com uma faca; não tendo sucesso de acordo com o seu gosto, ela decidiu aplicar fogo. Foi o que fez, mas com tanta cautela que logo teve motivos para temer ter excedido os limites da obediência. Tremendo e humilhado, ela reconheceu sua culpa. Mãe Greyfie, fiel a seu costume, aparentemente prestou pouca atenção ao que Margarida disse, mas ordenou-lhe, em poucas palavras, ir à enfermaria e mostrar seu ferimento à irmã Augustine Marest, que a vestia.»

### Beata Maria do Divino Coração

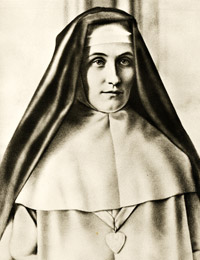
A Irmã Maria do Divino Coração (1863-1899) foi uma religiosa da Congregação das Irmãs do Bom Pastor que pediu, baseada nas suas revelações privadas por parte de Jesus Cristo, ao Papa Leão XIII que consagrasse o mundo inteiro ao Sagrado Coração de Jesus.

Outra fonte para a devoção ao Sagrado Coração de Jesus foi a Irmã Maria do Divino Coração (1863 a 1899), condessa de Droste zu Vischering e freira da Congregação de Nossa Senhora da Caridade do Bom Pastor, que relatou ter recebido várias locuções e visões interiores de Jesus Cristo. A primeira locução interior relatada por Maria Droste zu Vischering foi durante a juventude que passou com a família no castelo de Darfeld, perto de Münster, na Alemanha, e a última visão e revelação particular foi relatada durante sua presença já como Madre Superiora no Convento do Bom Pastor no Porto, em Portugal.
Com base nas mensagens que ela disse ter recebido em suas revelações de Cristo, em 10 de junho de 1898, o seu confessor no convento do Bom Pastor escreveu ao Papa Leão XIII, afirmando que a Irmã Maria do Divino Coração havia recebido uma mensagem de Cristo solicitando que o Santo Padre consagrasse o mundo inteiro ao Sagrado Coração de Jesus. O Papa inicialmente não deu credibilidade a ele e não tomou nenhuma ação. No entanto, em 6 de janeiro de 1899, ela enviou outra carta pedindo que, além da consagração, fossem observadas as primeiras sextas-feiras do mês em homenagem ao Sagrado Coração e que, em agradecimento, se divulgariam suas graças.
Irmã Maria do Divino Coração morreu em seu convento em Portugal quando a Igreja Católica cantou as primeiras vésperas do Sagrado Coração de Jesus a 8 de junho de 1899. No dia seguinte, o Papa Leão XIII consagrou o mundo inteiro ao Sagrado Coração de Jesus.

## As origens da devoção

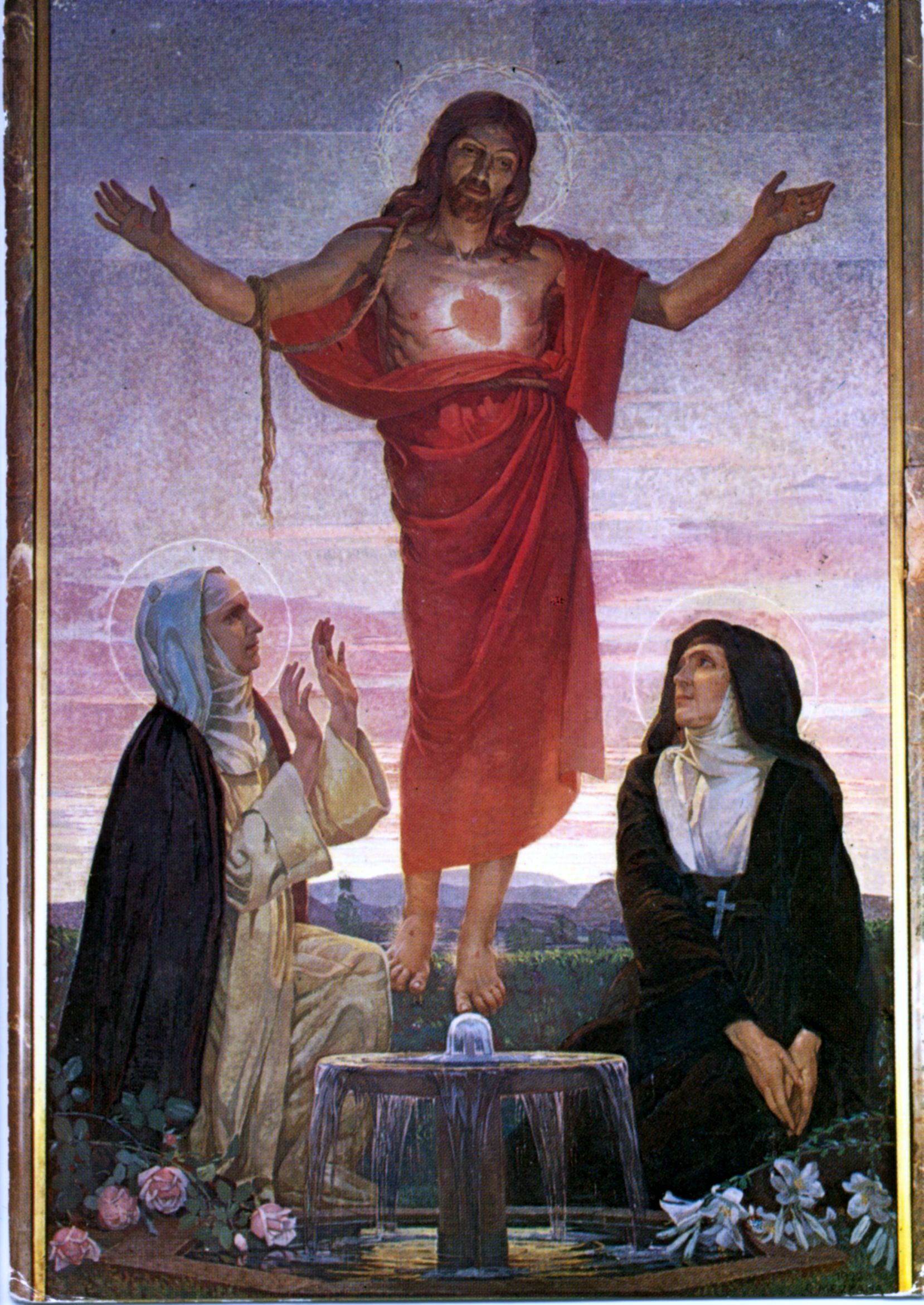
Pintura com a Beata Maria do Divino Coração e Santa Margarida Maria de Alacoque em atitude de adoração ao Sagrado Coração de Jesus.

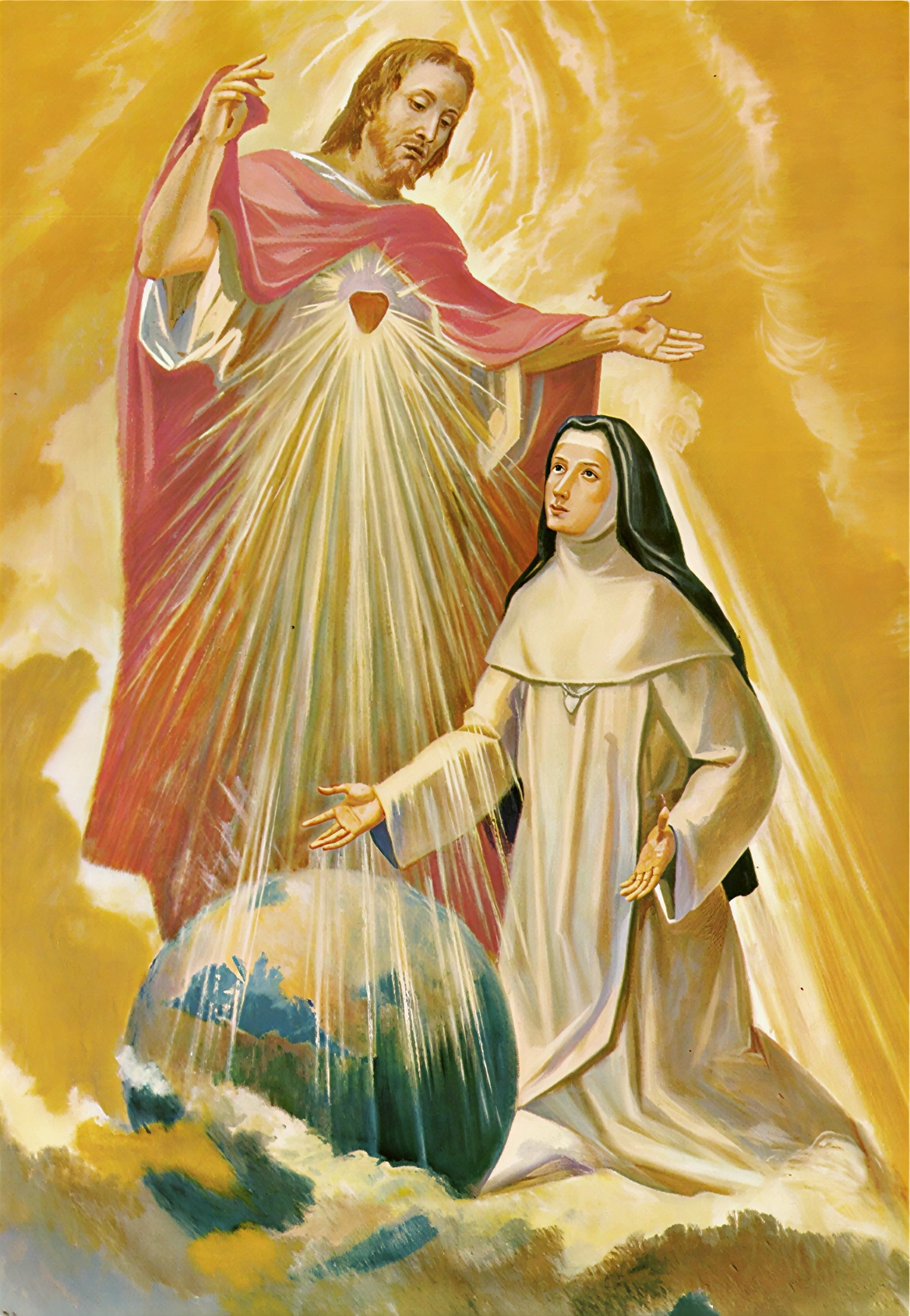
Pintura da famosa aparição do Sagrado Coração de Jesus à Irmã Maria do Divino Coração Droste zu Vischering na qual Ele lhe prometeu que faria resplandecer uma luz nova sobre o Mundo inteiro e lhe disse: "Ao brilho desta luz, Povos e Nações serão reconfortados pelo seu calor."

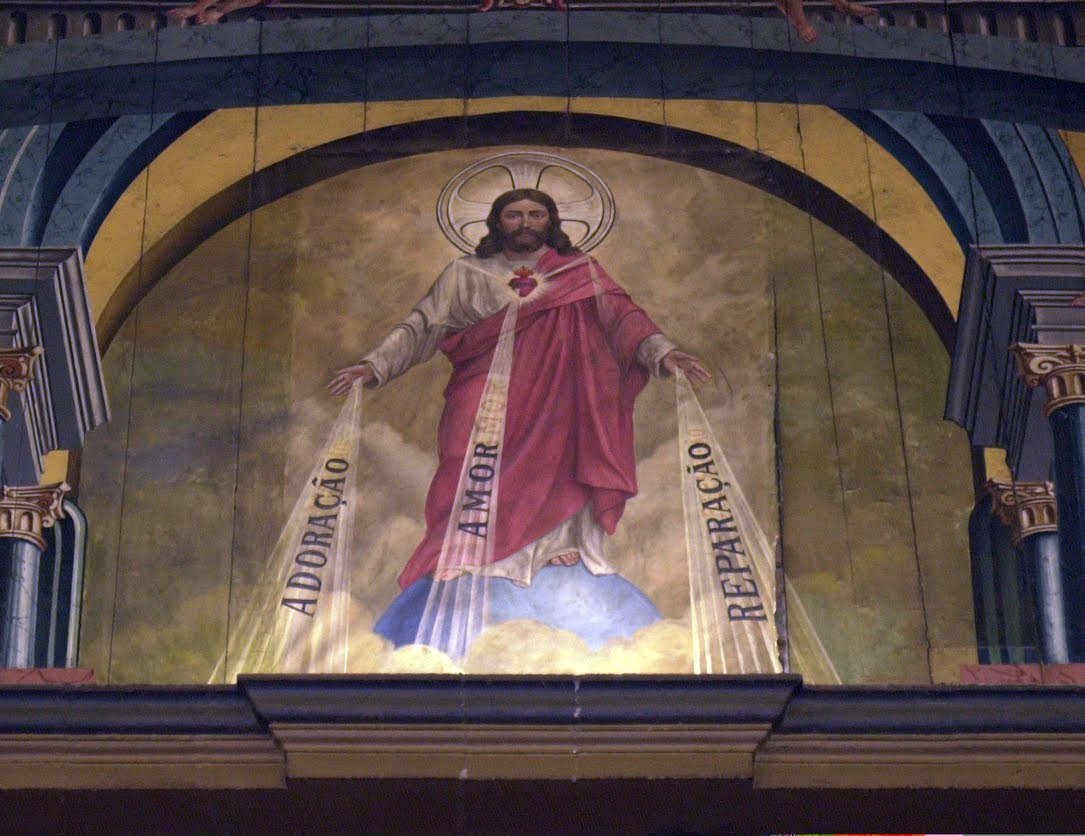
Pintura representativa da visão do Sagrado Coração de Jesus recebida pela Madre Virgínia Brites da Paixão.

A origem desta devoção se deve a Santa Margarida Maria de Alacoque, uma freira da Ordem da Visitação de Santa Maria, ordem religiosa fundada por São Francisco de Sales e Santa Joana Francisca Frémyot de Chantal em 1610. Santa Margarida Maria teve extraordinárias revelações por parte de Jesus Cristo, que a incumbiu pessoalmente de divulgar e propagar no mundo esta piedosa devoção. Foram três as aparições de Jesus: A primeira, deu-se a 27 de dezembro de 1673, a segunda em 1674 e, a terceira, em 1675. Mais tarde, outra religiosa, a Beata Maria do Divino Coração Droste zu Vischering, religiosa da Congregação de Nossa Senhora da Caridade do Bom Pastor, a partir de Portugal estendeu a esta devoção a todo o Mundo por meio de um acto de consagração solene pedido ao Papa Leão XIII.
Jesus deixou doze grandes promessas às pessoas que participassem das comunhões reparadoras das primeiras sextas-feiras. Disse Ele, numa dessas ocasiões a Santa Margarida Maria de Alacoque: "Prometo-te, pela Minha excessiva misericórdia e pelo amor todo-poderoso do meu Coração, conceder a todos os que comungarem nas primeiras sextas-feiras de nove meses consecutivos, a graça da penitência final; não morrerão em minha inimizade, nem sem receberem os sacramentos, e Meu Divino Coração lhes será seguro refúgio nessa última hora".
Não se sabe quem compôs a lista com as 12 promessas do Sagrado Coração de Jesus, tiradas das revelações de Nosso Senhor a Santa Margarida Maria de Alacoque. Sabe-se só que são fidedignas – as promessas estão de fato contidas nas revelações – e que o trabalho anônimo foi de grande mérito e utilidade.
Mr. Philip Kemper, um modesto comerciante de Dayton, cidade norte-americana, iniciou, em 1882, um trabalho de ampla divulgação delas.
A partir desta primeiro impulso, tiveram propagação mundial. Normalmente são conhecidas como as 12 Promessas do Coração de Jesus, a mais importante das quais, é a 12ª, chamada a GRANDE PROMESSA.

## Os Papas que recomendaram esta devoção
Papa Pio XII – “Todas as Bênçãos que, do Céu, a Devoção ao Sagrado Coração de Jesus derrama sobre as almas dos Fiéis, purificando-os, trazendo-lhes uma grata consolação celeste e exortando-os a alcançar todas as virtudes, são verdadeiramente inumeráveis.”
Papa Pio XII – “A Igreja teve sempre em tal estima a Devoção ao Sagrado Coração de Jesus, e de tal modo continua a considerá-la, que se empenha totalmente no sentido de a manter florescente em todo o mundo, e de a promover por todos os meios possíveis.”
Papa Leão XIII disse que a Devoção ao Sagrado Coração de Jesus era “uma forma por excelência de religiosidade (…) Esta devoção, que recomendamos a todos, será para todos proveitosa.” – “No Sagrado Coração está o símbolo e a imagem expressa do Amor Infinito de Jesus Cristo, que nos leva a retribuir-Lhe esse Amor.”
Papa Pio XII – “O Seu Coração é o sinal natural e o símbolo do Seu Amor sem limites para com a humanidade.”
O Papa São Gregório Magno († 604 d.C) disse: “Aprendei do Coração de Deus e nas próprias palavras de Deus, para poderdes aspirar ardentemente às coisas eternas.”
O Papa São Pio X recomendou esta devoção tal como o Papa Pio XI e como, já antes, o fizera o Bem-Aventurado Papa Pio IX.

## Os Santos que recomendaram esta devoção
O exemplo dos Santos, ao mesmo tempo que é um poderoso incentivo que nos incita à prática de uma devoção que eles próprios praticaram, é também, para nós, um guia modelar que nos mostra como a devemos praticar.
O espaço de que dispomos não nos permite anotar todos os Santos que promoveram a Devoção ao Sagrado Coração de Jesus, que a viveram e que sentiram o sagrado impulso que dela provinha para amar Jesus mais ardentemente. Recordemos aqui a doutrina e o exemplo dos Santos:
São João Eudes, no século XVI, na França, fundador da Congregação de Jesus e Maria, padres eudistas, foi quem iniciou a implantação da festa litúrgica do Sagrado Coração de Jesus e Imaculado Coração de Maria. Para ele, os Corações de Jesus e Maria eram um só, unidos pela fornalha ardente do Espírito Santo.
Santa Margarida Maria de Alacoque foi a primeira pessoa a quem Jesus revelou o Seu Sagrado Coração (por meio de diversas aparições) e foi a primeira responsável pela divulgação do Seu culto e devoção ao Mundo.
Santa Gertrudes, a Grande (1256-1302), compôs esta Oração expressando o seu Amor: "Eu Vos saúdo, ó Sagrado Coração de Jesus, Fonte viva e vivificante de Vida Eterna, Tesouro infinito da Divindade, Fornalha Ardente do Amor de Deus…".
Santa Catarina de Siena elevou até um grau extraordinário o Amor que dedicou a esta Devoção (ao Sagrado Coração de Jesus): ofereceu o coração todo inteiro ao seu Divino Esposo, tendo obtido em troca o próprio Coração de Jesus.
A Beata Maria do Divino Coração, condessa de Droste zu Vischering, foi uma religiosa da Congregação de Nossa Senhora da Caridade do Bom Pastor que pediu, em nome do próprio Jesus Cristo, ao Papa Leão XIII que ele consagrasse todo o Mundo ao Sagrado Coração de Jesus. Tal facto veio a ocorrer a 11 de Junho de 1899, logo após a publicação da Encíclica Annum Sacrum.
E todos os que leram a vida e a obra de Santos – como São Francisco de Assis, São Tomás de Aquino, Santa Teresa de Ávila, São Boaventura, Santo Inácio de Loyola, São Francisco Xavier, São Filipe de Néri, São Francisco de Sales, São Luís de Gonzaga, Santa Faustina, entre outros – poderão ver a terna devoção, a admiração e a adoração que estes Santos dedicavam ao Sagrado Coração de Jesus. 

## As 12 Promessas do Sagrado Coração de Jesus

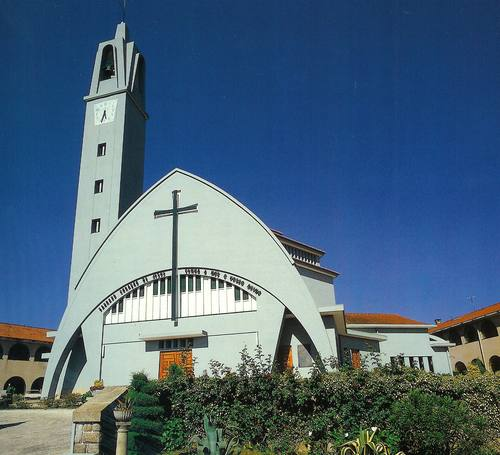
Santuário do Sagrado Coração de Jesus em Ermesinde.

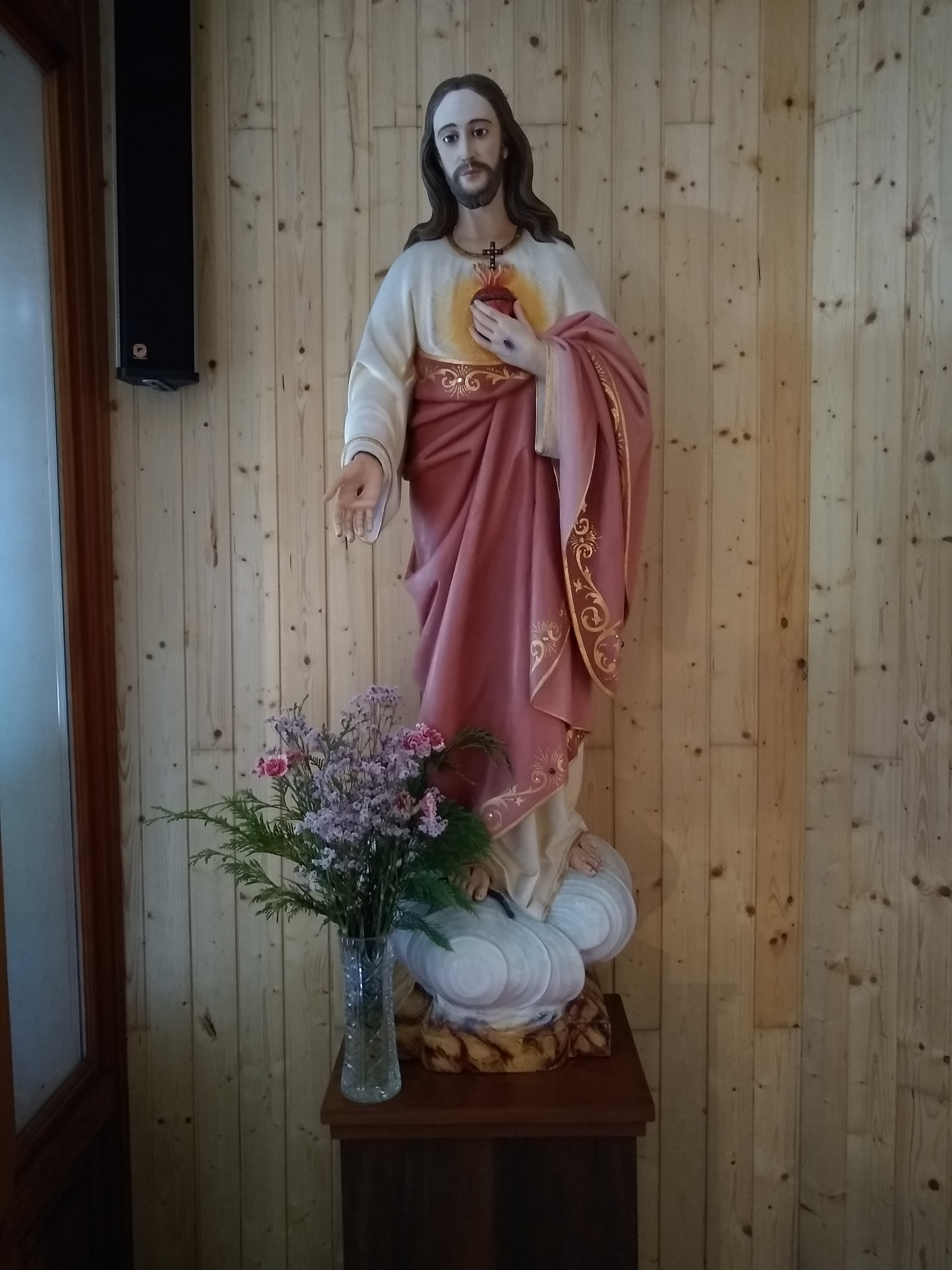
Escultura do Sagrado Coração de Jesus devotada no Santuário das Aparições em Pontevedra.

1. Dar-lhes-ei todas as graças necessárias ao seu estado de vida.
2. Estabelecerei a paz nas suas famílias.
3. Abençoarei os lares onde for exposta e honrada a imagem do Meu Sagrado Coração.
4. Hei-de consolá-los em todas as dificuldades.
5. Serei o seu refúgio durante a vida e em especial na hora da morte.
6. Derramarei bênçãos abundantes sobre todos os seus empreendimentos.
7. Os pecadores encontrarão no Meu Sagrado Coração uma fonte e um oceano sem fim de Misericórdia.
8. As almas tíbias tornar-se-ão fervorosas.
9. As almas fervorosas ascenderão rapidamente a um estado de grande perfeição.
10. Darei aos sacerdotes o poder de tocarem os corações mais empedernidos.
11. Aqueles que propagarem esta devoção terão os seus nomes escritos no Meu Sagrado Coração e d’Ele nunca serão apagados.
12. Prometo-vos, no excesso de Misericórdia do Meu Coração, que o Meu Amor Todo-Poderoso concederá, a todos aqueles que comungarem na Primeira Sexta-Feira de nove meses seguidos, a graça da penitência final; não morrerão no Meu desagrado nem sem receberem os Sacramentos: o Meu Divino Coração será o seu refúgio de salvação nesse derradeiro momento.[13]